# Ironsight
『Ironsight』(アイアンサイト、朝鮮語:아이언사이트)は、韓国のゲーム制作会社Wiple Gamesが開発した、Windows向けファーストパーソン・シューティングゲーム。韓国ではPmangによる提供により2016年12月10日よりアルファテストが開始された。
ヨーロッパ・北アメリカ・南アメリカ地域ではAeria Games（英語: Aeria Games）が2018年2月1日からオープンベータテストとしてサービスを開始している。アジア地域ではSteamを通じて2019年6月20日からオープンベータテストとしてサービスを開始。

## 概要
2025年の近未来における軍事企業「EDEN」と多国籍軍「NAF」の資源争奪戦を舞台としたオンラインFPSゲーム。プレイヤーは二つの軍勢のいずれかの一員となり、6対6の計12人でゲームを行う。

## 特徴
プレイヤーはゲーム中のキルやチーム勝利への貢献で得られるポイントを使い、支援能力を持ったドローンを起動することができる。また、各マップには動的なオブジェクトが設置されており、マップ中央に停泊するタンカーや、暴風によって倒れる風力発電機などによってマップ形状が時間経過によって変化する。ゲーム制作と同じWiple Gamesが開発したゲームエンジンであるIron Engineを使って制作されている。